# Rejon perwomajski (Krym)
Rejon perwomajski (uk. Первомайський район) – jednostka administracyjna wchodząca w skład Republiki Autonomicznej Krymu na Ukrainie.
Rejon utworzono w 1935. Ma powierzchnię 1474 km² i liczy około 40 tysięcy mieszkańców. Siedzibą władz rejonu jest Perwomajśke.
Na terenie rejonu znajdują się 1 osiedlowa rada i 16 silskich rad, obejmujących w sumie 39 miejscowości.